# Алан Ньютон (велогонщик)
Алан Ньютон (англ. Alan Newton, 19 березня 1931) — британський велогонщик.
Бронзовий призер Олімпійських Ігор 1952 року в командній гонці переслідування.